# Megachile antiqua
Megachile antiqua är en biart som beskrevs av Mitchell 1930. Megachile antiqua ingår i släktet tapetserarbin, och familjen buksamlarbin. Inga underarter finns listade i Catalogue of Life.